# 中山信昌
中山 信昌（なかやま のぶまさ、元禄12年（1699年）- 寛保3年7月8日（1743年8月27日））は、常陸太田藩の第3代当主。水戸藩附家老・中山家8代。
大身旗本（4200石、御先弓頭）・堀田一幸の四男。母は大田原政清の娘。正室は中山信成の娘。子は中山信錦（長男）、中山政信（三男）、中山常信（四男）、中山篤信（五男）、娘（中山直秀正室のち大久保忠肥継々室）、娘（鈴木直賢室）、娘（竹中元長室のち須田盛庸室）、娘（筑紫安門継室のち須田盛庸室）。官位は従五位下、備前守。通称は内記。
正徳2年（1712年）1月、先代・中山信順が早世したため養子となって同年5月家督を相続した。他家養子のため5000石の減封となった。正徳3年（1713年）12月11日、従五位下・備前守に叙任。寛保3年（1743年）に45歳で没し、跡を三男の政信が継いだ。墓所は埼玉県飯能市の智観寺。
水戸藩が宝永の改革に失敗し、4代藩主宗堯が短い期間の統治の後に没し、5代藩主宗翰が幼少（3歳）で水戸藩を継承した時には、藩政の主導権を掌握して減封した5000石も寛保2年（1742年）1月に加増した。8代将軍吉宗に他の水戸家家臣とともに呼び出され、幼君の輔育と一和忠勤を直接命じられた。

## 系譜
父母
- 堀田一幸（実父）
- 大田原政清の娘（実母）
- 中山信順（養父）

正室
- 中山信順の養女、中山信成の娘

子女
- 中山信錦（長男）
- 中山政信（三男） 生母は正室
- 中山常信（四男）
- 中山篤信（五男）
- 中山直秀正室、後に大久保忠肥継々室
- 鈴木直賢室
- 竹中元長室、後に須田盛庸室
- 筑紫安門継室、後に須田盛庸室

## 血筋
附家老中山家の家祖中山信吉の兄中山照守の血を引く。
- 中山照守―大野三八某妻―堀田一純室―堀田一幸―中山信昌